# アイアン・ノブ
アイアン・ノブ（英: Iron Knob）は、オーストラリア南オーストラリア州にある鉱山町。第二次世界大戦以前から日本へ鉄鉱石を輸出している。

## 交通
エアー・ハイウェイでポートオーガスタと結ばれている。鉄鉱石の積み出し港はワイアラにあり、BHPグループ専用線で輸送している。